# مجموعه رسایل فارسی
مجموعه رسایل فارسی مجموعه‌ای از چند رساله از خواجه عبدالله انصاری است.

## تصحیح
تصحیح این رساله‌ها در سال ۱۳۷۲ منتشر و در مراسم کتاب سال جمهوری اسلامی ایران به‌عنوان کتاب شایسته تقدیر معرفی شد.